# Linneus, Missouri
Linneus, Missouri (енгл. Linneus) град је у америчкој савезној држави Мисури.

## Демографија
По попису из 2010. године број становника је 278, што је 91 (-24,7%) становника мање него 2000. године.
| Група             | 2000.       | 2010.       |
| Белци             | 363 (98,4%) | 274 (98,6%) |
| Афроамериканци    | 4 (1,1%)    | 3 (1,1%)    |
| Азијати           | 1 (0,3%)    | 1 (0,4%)    |
| Хиспаноамериканци | 1 (0,3%)    | 0 (0,0%)    |
| Укупно            | 369         | 278         |